# Дядькин, Иван Афанасьевич
Иван Афанасьевич Дядькин (партизанская кличка Ян Бос; 1 июля 1920, Красноселец, Царицынская губерния — 15 августа 1996, Суходол, Волгоградская область) — советский партизан, участник бельгийского Движения Сопротивления.

## Биография
Родился 1 июля 1920 года в селе Красноселец (ныне — Быковского района Волгоградской области). По окончании школы поступил в Дубовский сельскохозяйственный техникум, где получил профессию зоотехника. 1 сентября 1938 года был призван в армию. 15 октября 1938 года поступил в 1-е Московское артиллерийское училище, которое окончил в 1940 году в звании лейтенанта, был направлен в 311-й пушечный артполк. В боях Великой Отечественной войны в должности командира взвода разведки 311-го артиллерийского полка. 11 июля 1941 в районе реки Березина у деревни Ящицы был ранен и попал в плен.
Содержался в лагерях в Слуцке, Саксонии, Цварберге, Бохольте, на территории Бельгии, работал на шахтах; бежал из плена 2 июня 1943 года. В том же году в лесах провинции Лимбург создал партизанский отряд, насчитывавший более 80 советских граждан, бежавших из плена. С июня 1944 года был заместителем, а затем командиром русской партизанской бригады «За Родину», образованной из его отряда и отряда подполковника К. Д. Шукшина. С весны до 25 сентября 1944 года, до прихода англо-американских войск, бригада уничтожила до 900 фашистов, подбила 24 автомобиля, подорвала 5 железнодорожных линий, пустила под откос 6 эшелонов, спасла 25 англо-американских лётчиков, спустившихся на парашютах.
27 апреля 1945 года, получив разрешение начальника советской военной миссии генерал-майора В. М. Драгуна, партизанская бригада под командованием И. А. Дядькина направилась в Марсель, откуда 30 апреля на английском пароходе убыла в Одессу. По прибытии 7 мая бригада сдала свои документы, знамя, оружие и печать, личный состав бригады был направлен в 77-й запасной стрелковый полк.
Считался пропавшим без вести, восстановлен в списках Вооружённых Сил 15 ноября 1946 года.
После демобилизации жил в селе Суходол Среднеахтубинского района. В 1957 году принят в КПСС. Работал управляющим отделения совхоза Комсомолец, затем — председателем сельских советов пос. Суходол и Куйбышев.
Умер 15 августа 1996 года, похоронен в селе Суходол.

### Семья
Мать — Анна Никитична Дядькина.
Жена - Анастасия Андреевна Дядькина.
Дочь - Татьяна Ивановна Дядькина.
Сын - Пётр Иванович Дядькин.
```
Первая Жена — Ефросинья Дядькина, проживала в 
Рыльске
[
11
]
.
```

## Награды
- Орден Отечественной войны I (6.5.1965)[12] и II степени (6.4.1985)[13]
- медали, в том числе:
  - медаль Жукова[14]
  - медаль «За трудовое отличие»[14]
  - Медаль «Участник движения Сопротивления»[фр.] (…, 1965)[6].

## Память
В 2021 году имя И. А. Дядькина присвоено Красносельцевской средней школе.

## Комментарии
1. ↑  Информация о дате смерти «2004 год», содержащаяся в ряде источников[6][10], ошибочна[9].